# Borovice bahenní

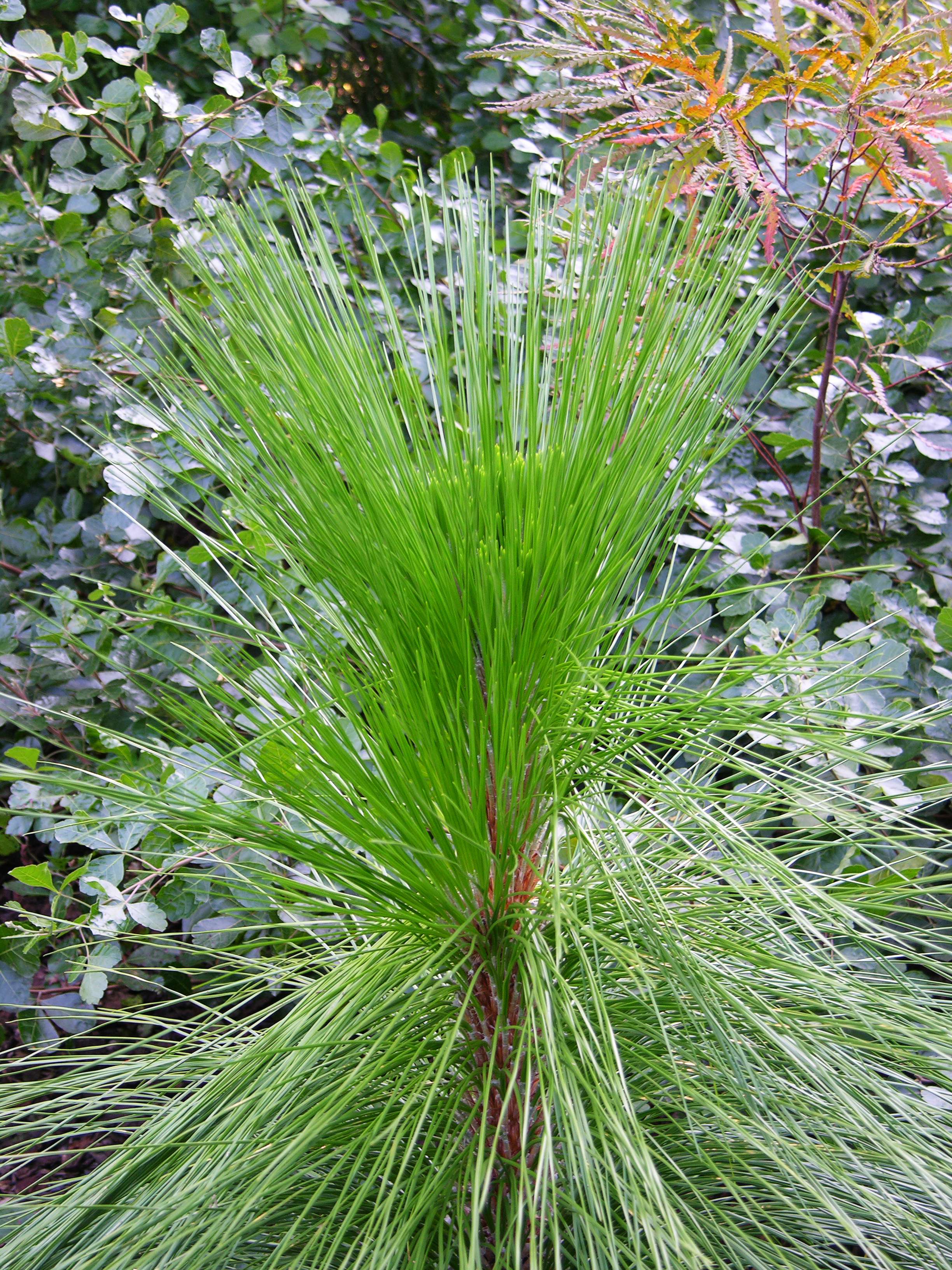
Semenáč v travnaté fázi

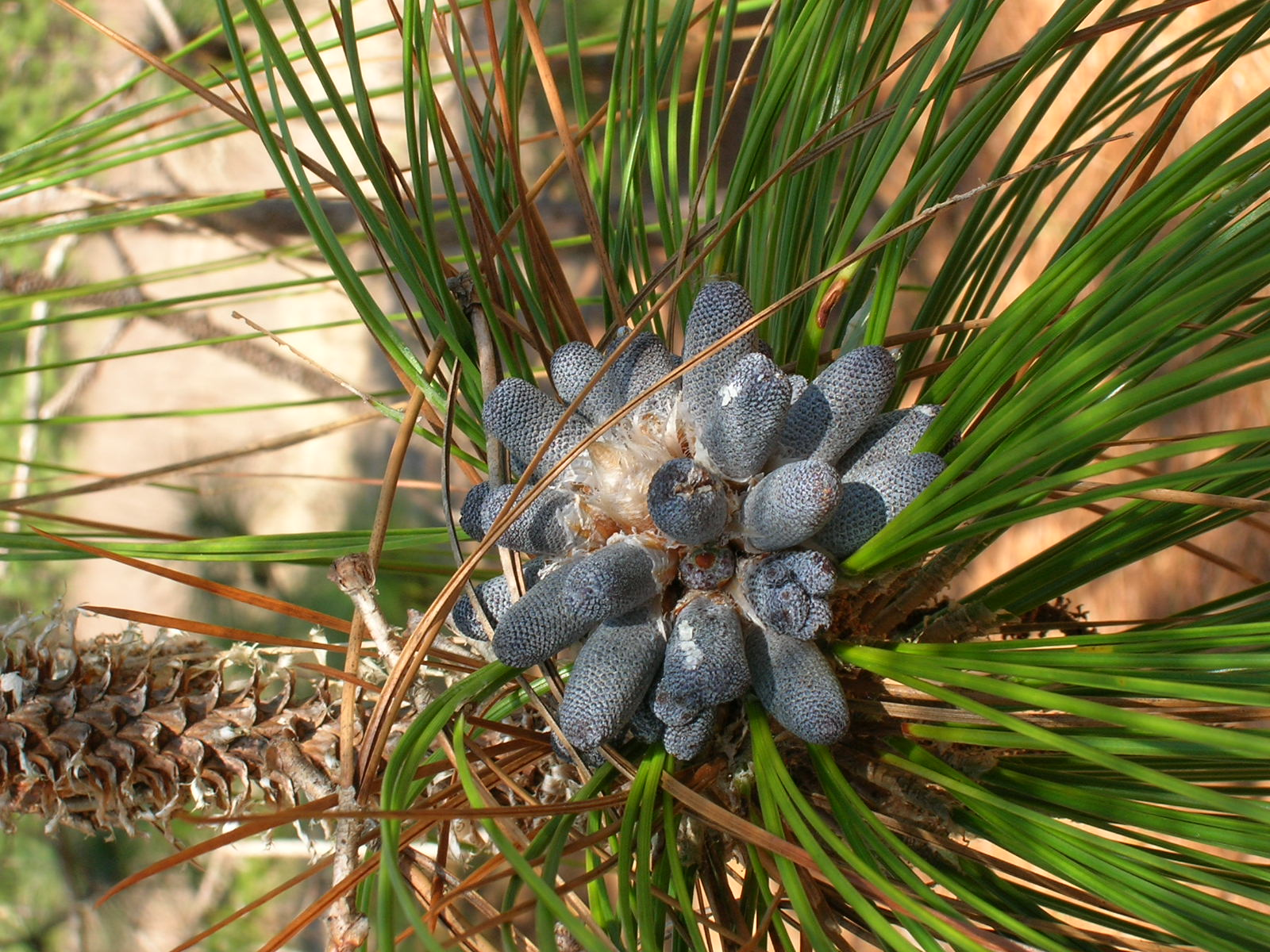
Samčí šištice

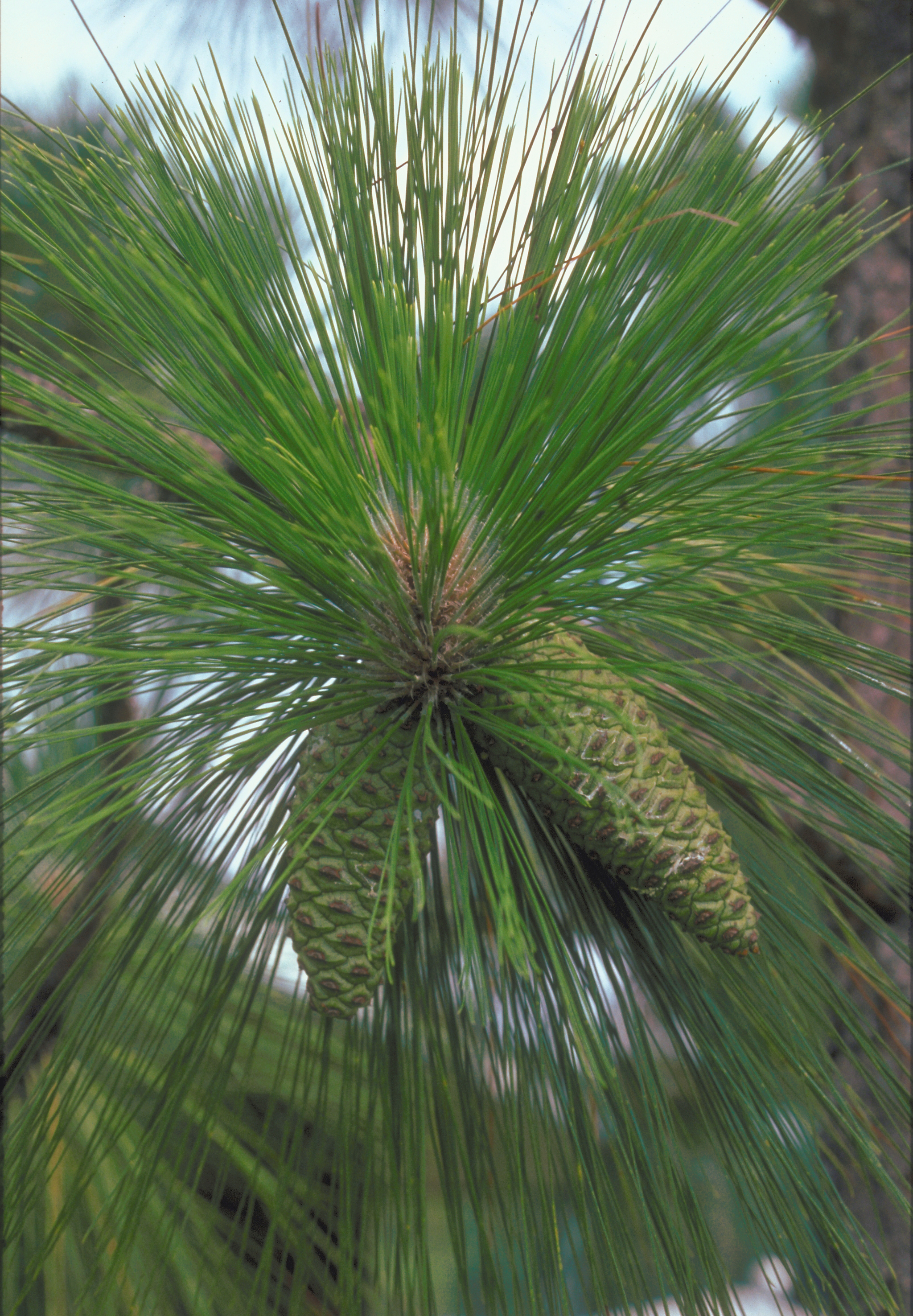
Samičí šištice nezralá

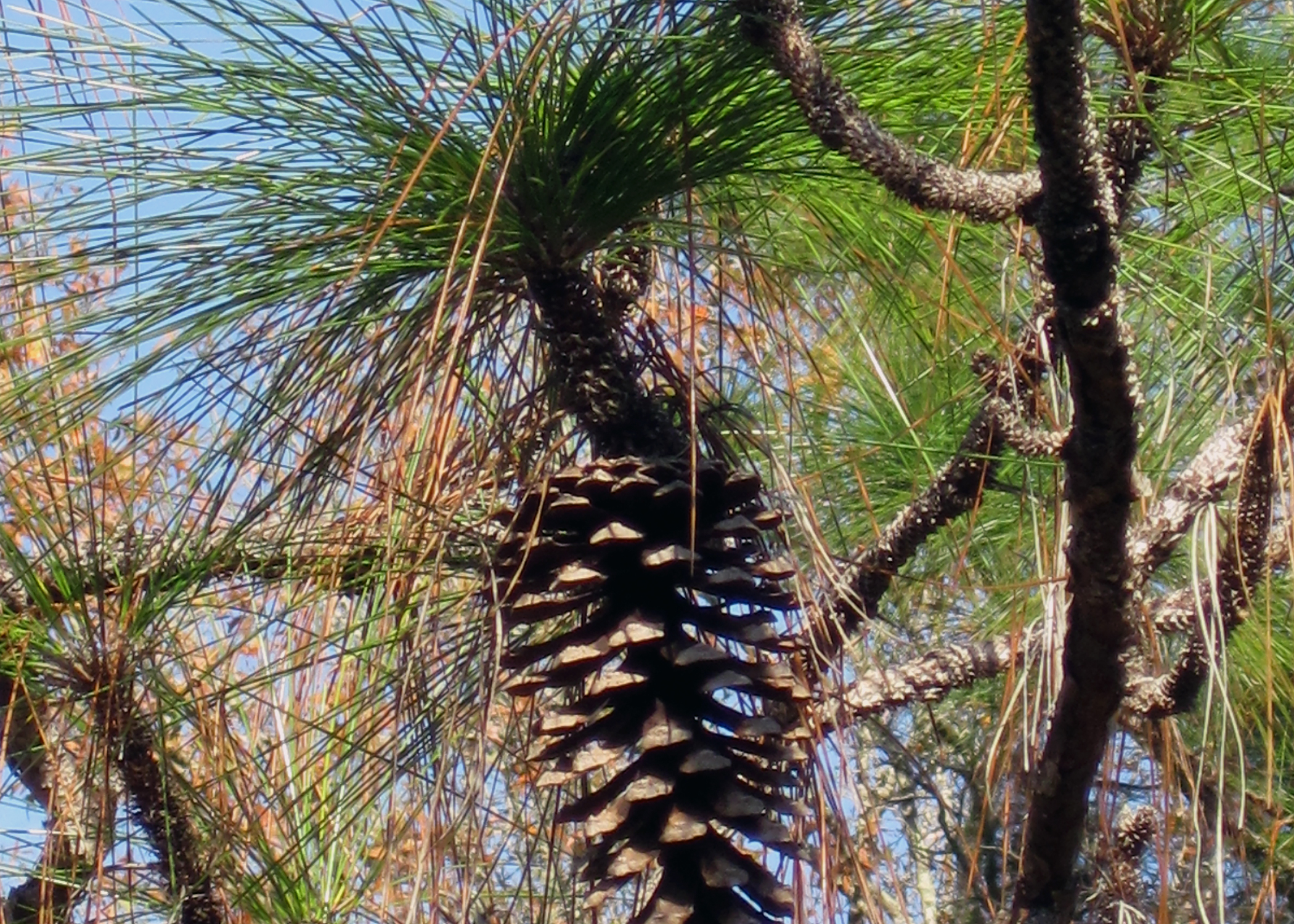
Samičí šištice zralá

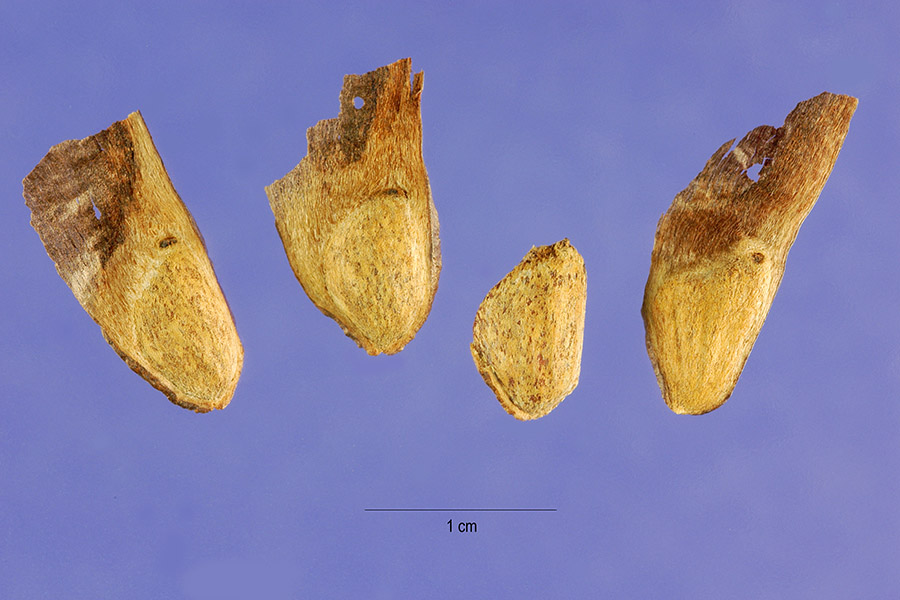
Semena

Borovice bahenní (Pinus palustris) je stálezelený, jednodomý, jehličnatý strom s nápadně dlouhými jehlicemi, které dosahují délky až 45 cm a jsou ze všech borovic nejdelší. Je dřevinou náročnou na teplo, dobře roste jen v regionech s teplotou neklesající pod -5 °C. Druhové pojmenování „bahenní“ vzniklo v nevhodné době: tehdy bylo území, kde roste, zaplaveno dočasnými podzimními povodněmi. Ve skutečnosti se nevyskytuje v bahnu, ale nejlépe prospívá na dobře odvodněné, písčité půdě.

## Rozšíření
Je původním druhem v Severní Americe, na středojihu a jihovýchodu Spojených států amerických. Pochází z Texasu, Alabamy, Floridy, Georgie, Louisiany, Mississippi, Jižní i Severní Karolíny a Virginie.
Středoevropské podnebí jí nesvědčí, i když bývá občas přes léto pěstována ve kbelících na zahradě a na zimu stěhována do tepla; daří se jí pouze na teplém, téměř subtropickém stanovišti. V parcích a zahradách okolo Středozemního moře vytváří působivé solitéry, stejně jako na Kavkaze podél Černého moře.

## Ekologie
Dřevina pochází z teplého, vlhkého klimatu charakterizovaného horkými léty a mírnými zimami, kde se průměrné roční teploty pohybují od 16 do 23 °C a roční srážky bývají v rozsahu 1000 až 1300 mm. Roste v nadmořské výšce v rozmezí od téměř mořské hladiny po 600 m n. m. v horách Alabamy. Většina porostů se nachází u pobřeží Atlantského oceánu a Mexického zálivu ve výšce pod 200 m, kde půdy z velké části vznikly z mořských sedimentů a jsou to převážně hluboké, hrubé, dobře odvodněné písky až špatně odvodněné jíly, obvykle kyselé, s nízkou vrstvou organické hmoty a tudíž málo výživné. Ve výše položených místech roste na půdách odvozených hlavně ze žuly, křemene, břidlice, pískovce, vápence a dolomitu. Ploidie druhu je 2n = 40.
V současnosti největší stromy rostou v USA ve státě Mississippi. Nejvyšší strom je v okrese Wilkinson, je vysoký 41 m a má výčetní tloušťku 74 cm, a nejmohutnější v okrese Covington, měří 34 m a je tlustý 93 cm; data pocházejí z roku 2000. Nejstarší strom se nachází v přírodní rezervaci Weymouth Woods Sandhills v Severní Karolíně, podle měření v roce 2007 se dožívá roku 2020 více než 470 let. Borovice bahenní je národním stromem státu Severní Karolína.

## Popis
Borovice bahenní je jehličnatý, jednodomý strom schopný dorůst do výšky téměř 45 m (obvykle 30 až 35 m). Jeho rovný kmen může mít výčetní tloušťku až 1,2 m (obvykle 0,6 až 1 m) a nese zaoblenou korunu s postupně poklesajícími větvemi. Kůru má hrubou, oranžově hnědou, členěnou do obdélníkových šupinatých destiček. Větvičky bývají tlusté 1,5 až 2,5 cm, v mládí jsou také oranžově hnědé, ale později ztmavnou a stávají se drsné. Zimní pupeny vejčitého tvaru jsou stříbrobílé a dlouhé asi 3,5 cm. Jehlice rostou ve svazečcích po dvou až třech a vytrvávají dva roky, vyrůstají z pochvy 2 až 3 cm velké, bývají dlouhé 20 až 45 cm a tlusté 1,5 mm, jsou lesklé, žlutozelené a slabě zkroucené, okraj mají jemně pilovitý, vrcholek špičatý a stomatální řady ze všech stran. Základním krokem k identifikaci druhu je změření délky jehlic, jejich počet ve svazečku a délka pochvy.
Dřevina vyvíjí mohutné kořeny, které u dospělých stromů sahají do hloubky 2,5 až 4,0 m, jen tvrdé kamenité podloží zabraňuje tak hlubokému průniku. Pokud je tvrdý podklad blízko povrchu a strom nemůže vytvořit dostatečně hluboký hlavní kořen, není záruka jeho stability při silném větru. Postranní kořeny bývají rozmístěny nejvíce v 0,3 m pod úrovní půdy a žádný nesahá hlouběji než 0,6 m.
Samčí šištice vyrůstají ve spodní části koruny ve větších skupinkách, jsou válcovitého tvaru, dlouhé 3 až 8 cm a slabě purpurové, po vyprášení pylu opadají. Samičí šištice vyrůstají ve vrcholu koruny, a to jednotlivě nebo ve dvojicích na vrcholcích větévek, jsou nejčastěji přisedlé, vejčité, zelené a v době opylování velké 2,5 cm. K opylení dochází s ohledem na polohu od konce února po začátek dubna, tehdy je pyl ze samčích šištic hromadně vypouštěn po dobu asi 13 dnů. Po proběhlém opylení není na samičích šišticích nic patrného, až počátkem následného roku začnou šištice rychle růst, zvětší se do délky 15 až 25 cm a v době zrání semen zdřevnatí a zhnědnou, semenné šupiny šišek jsou kosočtverečné s ostrou hranou uprostřed.
Semena zrají v šiškách až následným rokem po opylení, jsou velká asi 1 cm, světle hnědá či mramorovaná a mají křídlo velké 3 až 4 cm. Okolo 10 000 semen váží 1 kilogram. Zralá semena vypadají ze šišek v průběhu dvou až tři týdnů koncem října a počátkem listopadu a jsou rozptýlená větrem, asi 70 % semen nezalétne dále než 20 m od mateřského stromu. Strom s kmenem o průměru do 33 cm vyprodukuje ročně přibližně 15 samičích šišek, strom o průměru 35 až 48 cm okolo 65 šišek, v šišce může být v úrodném roce 50 semen, v chudém jen 10 či 15 semen.

## Rozmnožování
Semena borovice bahenní klíčí brzy poté, co jsou rozptýlena. Pro klíčení potřebují semena kontakt s hliněnou půdou, při holé půdě a vlhku klíčí do týdne, při zapadnutí do hrubé vrstvy staré trávy neklíčí. Pokud dojde k vypálení trávy do jednoho roku, semena vyklíčí dodatečně. Semena klíčí epigeicky, nové sazenice ale nemají prakticky žádný nad zem vystupující hypokotyl a děložní lístky se nacházejí v úrovni terénu. Primární pupen se po vyklíčení objeví až za dva měsíce a epikotyl se vyvíjí velmi pomalu. Tato tzv. travnatá fáze běžně trvá dva až tři roky a borovice při ní vytvoří zelenou fontánu z jehlic a rozvíjí kořenový systém, v této etapě je jedinec velmi odolný vůči periodickým přízemním požárům suchých travin a klestí, které ohrožující růst mladých semenáčů všech dřevin. Pokud začíná svůj růst na zastíněném stanovišti, může borovice bahenní setrvat v této fázi i dvanáct let a zrychlený růst nastane až v době, kdy se nad ní uvolní místo a získá dostatek světla. V travnaté fázi, ale nikoliv později, je ale náchylná k houbovitému onemocnění způsobovanému půdní terčovkovitou houbou braničnatkou (Mycosphaerella dearnessii). Houbovité napadení se projevuje zhnědnutím jehličí, jeho opadem a vrcholí uschnutím jedince, nejvíce jsou poškozovány stromky rostoucí na otevřeném místě, naopak semenáče pod starými borovicemi houba nenapadá. V další etapě, kdy dosahuje mladý stromek výšky 0,6 až 0,9 m, se stává náchylný k poškození ohněm a zhruba od výšky 1 m je opět odolný proti běžnému při zemí se šířícímu ohni.
Borovice tohoto druhu nesnáší konkurenci, ať už se jedná o světlo nebo vlhkost a živiny. Nejlépe roste v nepřítomnosti jiných stromů, včetně jedinců svého druhu. Při pěstování na plantážích musí byt proto určitá hustota udržována pravidelnou probírkou, po které mnohé stromky získají větší prostor a začnou rychle růst. Stromky s malým prostorem zlepší svůj růst po následném uvolnění.
Vegetativní rozmnožování borovice bahenní je velice nesnadné, neboť zakořeňování řízků přináší jen chabé výsledky. Mnohem úspěšnější bývá roubování, např. na podnož borovice vejmutovky (Pinus strobus), které je spolehlivou technikou a je nejběžnější metodou zakládání nových lesů z kvalitních vyšlechtěných kultivarů. Přirozenou cestou se plodící jedinci kříží s borovicí kadidlovou (Pinus taeda), výsledkem je hybrid Pinus × sondereggeri.

## Význam
Dřevo stromu má jádro červenohnědé a běl nažloutle bílou, průměrná hustota suchého je 650 kg/m³, pevnost v tlaku 58 Mpa a tvrdost 4,1 N. Má vynikající poměr pevnosti a hmotnosti, jemné až střední zrno, bývá dlouhé, rovné, dobře se opracovává, leští, lepí, má typické borovicové aroma. Běžně se z něj vyrábí řezivo a používá se pro venkovní konstrukce jako: stožáry (v minulosti i lodní), střešní vazníky, příčníky, tyče, trámy, piloty, plotové sloupky, stejně jako interiérové podlahy nebo obklady. Vyrábí se z něho také překližka a buničina, používá se i na topení. Proti povětrnostním vlivům je odolné středně, ve vnějších aplikacích se ošetřuje konzervačními prostředky. V minulosti bylo důležitou komoditou pro lodní dopravu, z jeho dřeva se destilovala pryskyřice a z té terpentýn, olej i dehet dříve používaný pro těsnění prken trupů a palub lodí. Opadané jehličí je vhodné pro mulčování jiných rostlin, proto bývá ještě čerstvé sbíráno a baleno na prodej.
Mnoho druhů ptáků, myší, veverek, křepelek a krůt se živí semeny obsahující více než 25 % bílkovin, z nichž ti menší je vytahují ještě z nedozrálých šišek. Několik druhů mravenců se živí klíčícími semeny a poškozují jejich klíčky, vlastní semena znehodnocují nosatcovití brouci. Mladé sazenice okusují králíci, stejně jako je vyrývají divoká prasata, mezi největší nebezpečí pro mladé rostlinky ale patří velké sucho.
Staré stromy této borovice jsou přednostním hnízdištěm strakapouda kokardového (Picoides borealis) a s jejich úbytkem došlo téměř k jeho vyhynutí. Proto jsou nyní ponechávány staré a suché stromy stát, v minulosti se i z nich a jejich pařezů získávala pryskyřice.

## Ohrožení
V roce 1950 rostla borovice bahenní na asi 12 milionech hektarů. Jejím vykácením a přeměnou půdy na zemědělsky využitelnou nebo na pastviny došlo do roku 2000 ke snížení této plochy na 5 milionů ha. Tento proces, i když ve zpomalené míře, pokračuje i v současnosti. Majitelé půdy často dávají při obnově lesa přednost jiným druhům, které vyžadují méně práce a mají větší roční přírůstek dřeva, nejčastěji borovici kadidlové a borovici Elliottově (Pinus elliottii). Proto je borovice bahenní dle Mezinárodního svazu ochrany přírody řazena mezi ohrožené druhy (EN).